# ピーター・ベッブ
ピーター・ベッブ（Peter Bebb）は、視覚効果アーティストである。『ダークナイト』三部作などへ参加している。
2010年の『インセプション』によりクリス・コーボールド、ポール・フランクリン、アンドリュー・ロックリーと共に第83回アカデミー賞視覚効果賞を獲得した。

## 主なフィルモグラフィ
- ' ピッチブラック Pitch Black (2000)
- ナッティ・プロフェッサー2 クランプ家の面々 Nutty Professor II: The Klumps (2000)
- ハリー・ポッターと秘密の部屋 Harry Potter and the Chamber of Secrets (2002)
- 007 ダイ・アナザー・デイ Die Another Day (2002)
- リディック The Chronicles of Riddick (2004)
- ハリー・ポッターと炎のゴブレット Harry Potter and the Goblet of Fire (2005)
- バットマン ビギンズ Batman Begins (2005)
- インクハート/魔法の声 Inkheart (2008)
- ダークナイト The Dark Knight (2008)
- プリンス・オブ・ペルシャ/時間の砂 Prince of Persia: The Sands of Time (2010)
- インセプション Inception (2010)
- キャプテン・アメリカ/ザ・ファースト・アベンジャー Captain America: The First Avenger (2011)
- ダークナイト ライジング The Dark Knight Rises (2012)
- マイティ・ソー/ダーク・ワールド Thor: The Dark World (2013)
- ターミネーター:新起動/ジェニシス Terminator Genisys (2015)

## 受賞とノミネート
| 賞               | 年   | 部門           | 作品名                  | 結果       |
| ---------------- | ---- | -------------- | ----------------------- | ---------- |
| アカデミー賞     | 2010 | 視覚効果賞     | インセプション          | 受賞       |
| 英国アカデミー賞 | 2010 | 特殊視覚効果賞 | インセプション          | 受賞       |
| 英国アカデミー賞 | 2012 | 特殊視覚効果賞 | ダークナイト ライジング | ノミネート |